# Ingoberga
Ingoberga (rond 520 - Tours, 589) was de eerste echtgenote van de Frankische koning Charibert I. Over haar afkomst is niets met zekerheid bekend.
Ingoberga en Charibert waren de ouders van Bertha van Kent, de latere echtgenote van koning Æthelberht van Kent en de initiator van de christelijke missie onder de Angelsaksen (de zogenaamde Gregoriaanse missie).
Het huwelijk van Ingoberga en Charibert hield geen stand. Ingoberga trad in in een klooster in Tours, waar zij een vertrouweling werd van de kroniekschrijver Gregorius van Tours.  